# 施啟秉
施啟秉（1640年2月15日—1709年8月15日），又有記為施秉、施東，字國侯，號鹿門。福建省泉州府晉江縣人，祖籍河南固始。與施琅同為潯海施氏第十六世，兩人均是第七世祖的後代，而施啟秉為二房之後，施琅為三房之後:9；其子即修建八堡圳的施世榜。他曾參與過施琅攻臺之役，主導過安海鎮的重建工作，與其子來臺後在鳳山縣一帶拓墾、經營蔗糖業等。

## 生平
施啟秉參與施琅攻臺之役後，立下軍功，於族譜記載因此而授有左都督一職，而在《安海志》裡則記載其曾任官職為「軍功都司僉書，授明威將軍」:10。此外他可能在清康熙二十三年（1684年）任古陵把總，而後移駐安海龍山寺之西，康熙三十年（1691年）泉州知府高拱乾清丈田產時，施啟秉主導因海禁荒廢的安海鎮重建工作，興建民房與店屋租給遷返者而致富，但後來因為在鎮內原為高、王、黃、李等大族祖居地興建六座施家大厝，引發這些大族不滿，他們除在鎮內圈地建屋，使得後來出現金厝圍、高厝圍、林厝圍等地名外，也聯名告狀，施琅遂將其調離，而後施家與這些鄰族達成和解:16。
清康熙三十二年（1693年）施啟秉與長子施世榜移居臺灣鳳山縣，落籍，並於臺灣府城（今臺南）購置宅邸、鳳山縣下淡水溪（今高屏溪）港東上里一帶置田產，經營糖業與稻米業:23。施家在下淡水溪一帶的田園約有三千多甲，大租額有三萬多石左右:42。後來施家父子兩人約在康熙四十年（1701年）左右開始招募人手到半線（今彰化）開墾，但後來施啟秉在康熙四十八年（1709年）逝世，開墾事業交由長子施世榜來執行:59、263。